# Fachgesellschaft Palliative Geriatrie
Die Fachgesellschaft Palliative Geriatrie e. V. (FGPG) ist eine gemeinnützige Organisation von Altenpflegern, Wissenschaftlern, Ärzten, Hospizen, Palliative-Care-Fachkräften und Ehrenamtlichen. Sie wurde 2015 anlässlich der 10. Fachtagung Palliative Geriatrie in Berlin gegründet und hat die Zielsetzung, den überregionalen Austausch im deutschsprachigen Raum sowie die Weiterentwicklung der Palliativen Geriatrie zu fördern. Vorstandsvorsitzender ist Dirk Müller.

## Über die Gesellschaft
Die Fachgesellschaft vereint Personen und Institutionen in Deutschland, Österreich, in der Schweiz, Luxemburg und Südtirol. Ziel aller Beteiligten ist die Etablierung und nachhaltige Umsetzung von Palliativer Geriatrie in diesen Ländern mit ihren unterschiedlich ausgeprägten Versorgungssettings. Im Rahmen einer Mitgliederversammlung 2017 in Berlin, des Interdisziplinären Lehrgangs für Palliative Geriatrie 2017–2018 sowie einer Akademie 2018 in Wien beteiligten sich zahlreiche Teilnehmer an der Entwicklung eines gemeinsamen, länderübergreifenden Verständnisses von Palliativer Geriatrie.

## Ziele
Das primäre Ziel ist die Sorge um hochbetagte Menschen, um Menschen mit Demenz und um ihre Angehörigen und Nahestehenden. Auch wird sich in der Gesellschaft darum bemüht, in der Altenhilfe und in der Hospizarbeit das Palliative Care, stationär, ambulant und zu Hause zu helfen. Die Gesellschaft versucht, neue und alte Ansätze zu verfolgen, um Hochbetagten bis zuletzt eine gute Lebensqualität zu ermöglichen. Dazu fördert sie nötige palliativgeriatrische Kompetenzen in der Altenhilfe unter Zuhilfenehme von Netzwerken und Erfahrungsaustausch, um angemessenen Bedingungen für die Patienten zu ermöglichen. Die älteren Patienten sollen dabei würdig behandelt werden.
Ein weiteres Ziel ist das Bekanntmachen palliativer Geriatrie, besonders in der deutschen und österreichischen Politik. So sollen Standards für palliative Geriatrie durch Qualitätsempfehlungen der Gesellschaft gesetzt werden. Dazu soll auch international gehandelt werden.

## Veröffentlichungen als Herausgeber
Die FGPG veröffentlicht als inhaltlich arbeitende Organisation eine Fachzeitschrift, aber auch Artikel, Fachbeiträge, Anregungen und grundlegende Positionen.
- Covid-19-Pandemie: Aspekte der Palliative Care für alte und gebrechliche Menschen zu Hause und im Alters- und Pflegeheim (in deutscher und englischer Sprache)
- Katharina Heimerl, Marina Kojer, Roland Kunz, Dirk Müller: Grundsatzpapier Palliative Geriatrie. Hospiz Verlag, Berlin 2018
- Karin Böck, Katharina Heimerl, Marina Kojer, Roland Kunz, Dirk Müller, Ursa Neuhaus, Manuela Röker: Grundsatzpapier Autonomie und Selbstbestimmung im Blick auf die Palliative Geriatrie. Hospiz Verlag, Berlin 2019